# DJM Records
DJM Records — британський лейбл звукозапису, створений 1969 року.
Засновником лейблу DJM Records став британський музикант, співак, автор пісень та музичний підприємець Дік Джеймс. Він розпочинав кар'єру ще у 1940-ті роки та, зокрема, співпрацював із продюсером Джорджем Мартіном. Серед досягнень Джеймса — авторство дитячої пісні «You're a Pink Toothbrush», яку виконував Макс Байгрейвс, та музика до серіалу «Пригоди Робіна Гуда», що виходив на телебаченні у 1950-ті роки.
DJM Records було засновано 1969 року на гроші, які Дік Джеймс отримав після продажу своєї компанії Nothern Songs, як видавала пісні The Beatles. До цього він також був співвласником лейблу Page One Records (разом із колишнім співаком Ларрі Пейджем), на якому виходили пісні рок-гурту The Troggs. Нове підприємство Джеймса мало обмежений набір виконавців, а головною зіркою був Елтон Джон. Пісні авторського дуету Елтона Джона та Берні Топіна виходили на DJM Records до 1973 року, проте найбільшим хітом лейблу стала інструментальна композиція 1970 року «Groovin' with Mr. Bloe» дуету Mr. Bloe, яка посіла друге місце в британському чарті.
Занепад DJM Records розпочався після того, як Елтон Джон залишив лейбл та подав судовий позов щодо невиплати авторських платежів. Після смерті Діка Джеймса каталог DJM Records викупила компанія PolyGram.